# Іспанія на зимових Олімпійських іграх 2010
Іспанія на зимових Олімпійських іграх 2010 представлена 18 спортсменами у 7 видах спорту.

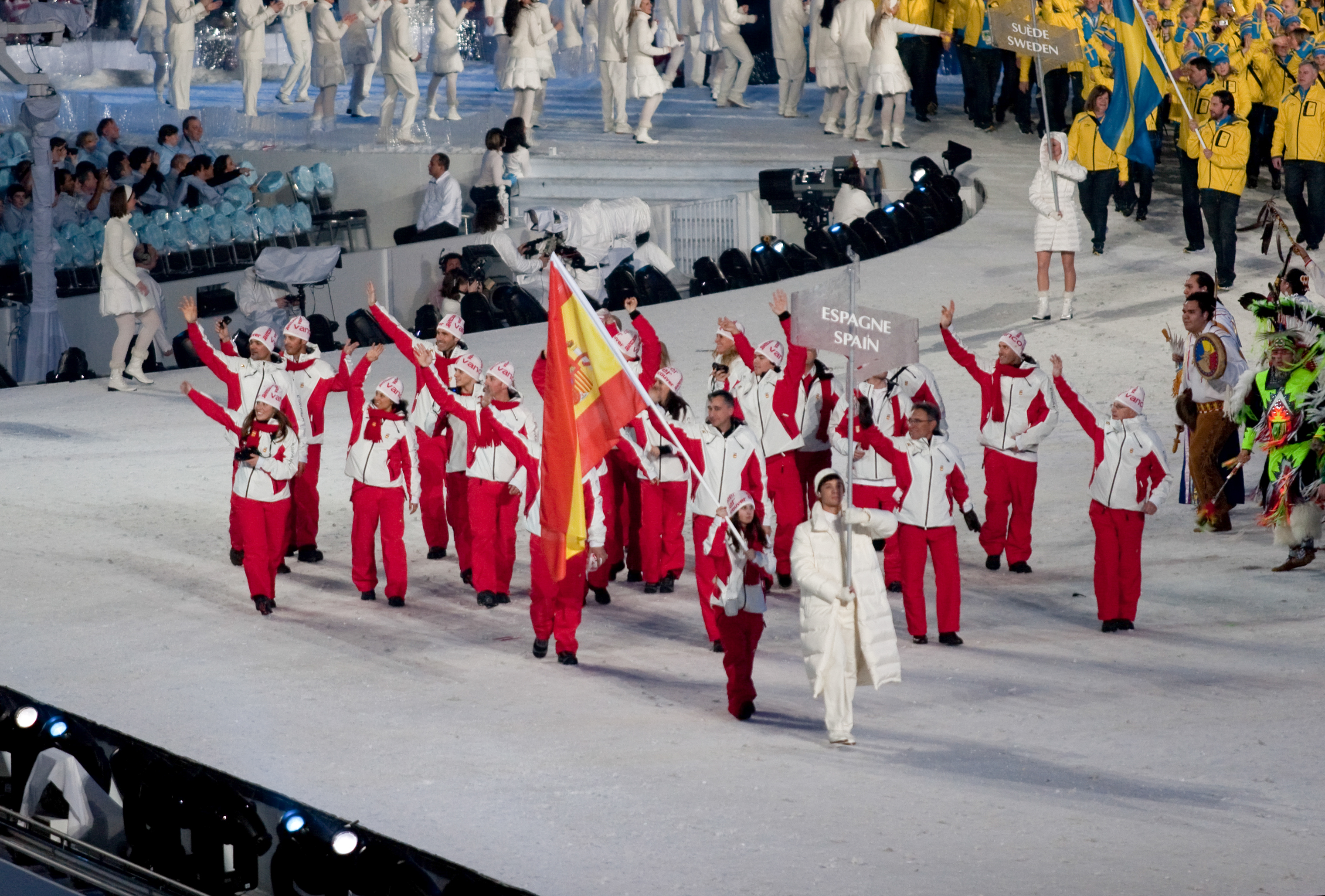
Збірна Іспанії під час Параду націй на церемонії відкриття Олімпіади